# Campeonato Mundial de Atletismo em Pista Coberta de 2008 - 60 m masculino
A competição dos 60 metros masculino do Campeonato Mundial de Atletismo em Pista Coberta de 2008, foi disputado no Palácio-Velódromo Luis Puig, em Valência.

## Medalhistas
| Ouro                 | Prata                                    |
| Olusoji Fasuba (NGR) | Kim Collins (SKN) · Dwain Chambers (GBR) |

## Resultados

### Eliminatória
| Bateria | Raia | Atleta                    | Nacionalidade                   | Tempo   | Notas | Tempo de reação |
| ------- | ---- | ------------------------- | ------------------------------- | ------- | ----- | --------------- |
| 1       | 6    | Dwain Chambers            | Reino Unido                     | 6.69    | Q     | 0.261           |
| 1       | 2    | Isaac Uche                | Nigéria                         | 6.74    | Q     | 0.269           |
| 1       | 1    | Ihor Bodrov               | Ucrânia                         | 6.76    | q     | 0.138           |
| 1       | 5    | Amr Ibrahim Mostafa Seoud | Egito                           | 6.78 NR | q     | 0.220           |
| 1       | 3    | Gibrilla Pato Bangura     | Serra Leoa                      | 6.89    |       | 0.250           |
| 1       | 7    | Khalil Al-Hanahneh        | Jordânia                        | 7.14    |       | 0.291           |
| 1       | 8    | Aisea Tohi                | Tonga                           | 7.24 PB |       | 0.213           |
| 1       | 4    | Reginaldo Micha Ndong     | Guiné Equatorial                | 7.72 PB |       | 0.452           |
| 2       | 5    | Leroy Dixon               | Estados Unidos                  | 6.64    | Q     | 0.142           |
| 2       | 3    | Francis Obikwelu          | Portugal                        | 6.70    | Q     | 0.266           |
| 2       | 2    | Fabio Cerutti             | Itália                          | 6.73    | q     | 0.190           |
| 2       | 7    | Kael Becerra              | Chile                           | 6.75    | q     | 0.151           |
| 2       | 8    | Danny D'Souza             | Seicheles                       | 7.02 NR |       | 0.219           |
| 2       | 4    | Moudjib Toyb              | Comores                         | 7.03    |       | 0.188           |
| 2       | 6    | Michael Alicto            | Guam                            | 7.27 PB |       | 0.230           |
| 2       | 1    | Federico Gorrieri         | San Marino                      | 7.49 SB |       | 0.197           |
| 3       | 3    | Kim Collins               | São Cristóvão e Neves           | 6.70    | Q     | 0.166           |
| 3       | 5    | Andrey Yepishin           | Rússia                          | 6.76    | Q     | 0.246           |
| 3       | 8    | José Carlos Moreira       | Brasil                          | 6.79    |       | 0.250           |
| 3       | 2    | Seth Amoo                 | Gana                            | 6.88    |       | 0.264           |
| 3       | 1    | Seng Song Poh             | Singapura                       | 6.93 SB |       | 0.172           |
| 3       | 6    | Sébastien Gattuso         | Mónaco                          | 6.94 NR |       | 0.246           |
| 3       | 7    | Taufik Rahmadi            | Indonésia                       | 6.97 PB |       | 0.215           |
| 3       | 4    | Tavita Solomona           | Samoa                           | 7.35 PB |       | 0.255           |
| 4       | 7    | Simone Collio             | Itália                          | 6.71    | Q     | 0.162           |
| 4       | 1    | Martial Mbandjock         | França                          | 6.72    | Q     | 0.171           |
| 4       | 8    | Dmytro Hlushchenko        | Ucrânia                         | 6.77    | q     | 0.255           |
| 4       | 2    | Adrian Durant             | Ilhas Virgens Americanas        | 6.78    | q     | 0.156           |
| 4       | 5    | Omar Jouma Bilal Al-Salfa | Emirados Árabes Unidos          | 6.88    |       | 0.262           |
| 4       | 3    | JJack Howard              | Estados Federados da Micronésia | 7.13 SB |       | 0.189           |
| 4       | 4    | Abraham Kepsen            | Vanuatu                         | 7.44 PB |       | 0.252           |
| 4       | 6    | Kermeliss Olonghot        | República do Congo              | DNS     |       |                 |
| 5       | 7    | Olusoji Fasuba            | Nigéria                         | 6.64    | Q     | 0.167           |
| 5       | 8    | Brendan Christian         | Antígua e Barbuda               | 6.67    | Q     | 0.141           |
| 5       | 2    | Henry Vizcaino            | Cuba                            | 6.70    | q     | 0.161           |
| 5       | 5    | Chun Wai Leung            | Hong Kong                       | 6.97    |       | 0.221           |
| 5       | 4    | Idrissa Sanou             | Burquina Fasso                  | 7.03    |       | 0.275           |
| 5       | 3    | Aleksandr Abrahamyan      | Armênia                         | 7.38 PB |       | 0.290           |
| 5       | 6    | Dylab Menzies             | Ilha Norfolk                    | 7.42 SB |       | 0.168           |
| 6       | 5    | Simeon Williamson         | Reino Unido                     | 6.69    | Q     | 0.159           |
| 6       | 2    | Marius Broening           | Alemanha                        | 6.74    | Q     | 0.257           |
| 6       | 1    | Maarten Heisen            | Países Baixos                   | 6.77    | q     | 0.248           |
| 6       | 4    | Ramil Guliyev             | Azerbaijão                      | 6.84    |       | 0.249           |
| 6       | 6    | Darren Gilford            | Malta                           | 6.99 SB |       | 0.157           |
| 6       | 7    | Hin Fong Pao              | Macau                           | 7.07 SB |       | 0.235           |
| 6       | 3    | Rabangaki Nawai           | Kiribati                        | 7.26 PB |       | 0.246           |
| 6       | 8    | Leon Mengloi              | Palau                           | 7.51 PB |       | 0.273           |
| 7       | 4    | Yhann Plummer             | Jamaica                         | 6.64 PB | Q     | 0.169           |
| 7       | 8    | Vicente de Lima           | Brasil                          | 6.71    | Q     | 0.152           |
| 7       | 5    | Alex Trembach             | Israel                          | 6.93    |       | 0.174           |
| 7       | 2    | Adrian Ferreira           | Paraguai                        | 7.19 PB |       | 0.206           |
| 7       | 3    | Kilakone Siphonexay       | Laos                            | 7.41 PB |       | 0.266           |
| 7       | 7    | Daniel Bailey             | Antígua e Barbuda               | DSQ     |       |                 |
| 7       | 6    | Ben Youssef Meité         | Costa do Marfim                 | DNS     |       |                 |
| 7       | 1    | Sompote Suwannarangsri    | Tailândia                       | DNS     |       |                 |
| 8       | 8    | Michael Rodgers           | Estados Unidos                  | 6.62    | Q     | 0.137           |
| 8       | 6    | Ángel David Rodríguez     | Espanha                         | 6.69    | Q     | 0.169           |
| 8       | 5    | Rolando Palacios          | Honduras                        | 6.83    |       | 0.287           |
| 8       | 4    | Jared Lewis               | São Vicente e Granadinas        | 6.89    |       | 0.168           |
| 8       | 2    | Lerone Clarke             | Jamaica                         | 6.89    |       | 0.383           |
| 8       | 3    | Francis Manioru           | Ilhas Salomão                   | 7.22 SB |       | 0.257           |
| 8       | 7    | Shahriful Bahrin Zainal   | Brunei                          | 7.44 NR |       | 0.255           |

### Semifinal
| Bateria | Raia | Atleta                    | Nacionalidade            | Tempo   | Notas | Tempo de reação |
| ------- | ---- | ------------------------- | ------------------------ | ------- | ----- | --------------- |
| 1       | 6    | Dwain Chambers            | Reino Unido              | 6.55 PB | Q     | 0.160           |
| 1       | 7    | Isaac Uche                | Nigéria                  | 6.65    | Q     | 0.144           |
| 1       | 5    | Francis Obikwelu          | Portugal                 | 6.66 SB |       | 0.242           |
| 1       | 8    | Amr Ibrahim Mostafa Seoud | Egito                    | 6.69 NR |       | 0.134           |
| 1       | 2    | Ihor Bodrov               | Ucrânia                  | 6.71    |       | 0.153           |
| 1       | 3    | Simone Collio             | Itália                   | 6.74    |       | 0.250           |
| 1       | 4    | Leroy Dixon               | Estados Unidos           | 6.75    |       | 0.295           |
| 1       | 1    | Henry Vixcaíno            | Cuba                     | 6.77    |       | 0.276           |
| 2       | 3    | Michael Rodgers           | Estados Unidos           | 6.54 PB | Q     | 0.117           |
| 2       | 5    | Vicente de Lima           | Brasil                   | 6.59    | Q     | 0.145           |
| 2       | 4    | Kim Collins               | São Cristóvão e Neves    | 6.61    | q     | 0.214           |
| 2       | 6    | Simeon Williamson         | Reino Unido              | 6.63    | q     | 0.155           |
| 2       | 8    | Martial Mbandjock         | França                   | 6.65 PB |       | 0.141           |
| 2       | 1    | Fabio Cerutti             | Itália                   | 6.69    |       | 0.146           |
| 2       | 2    | Kael Becerra              | Chile                    | 6.80    |       | 0.147           |
| 2       | 7    | Adrian Durant             | Ilhas Virgens Americanas | 6.86    |       | 0.234           |
| 3       | 6    | Olusoji Fasuba            | Nigéria                  | 6.51 WL | Q     | 0.150           |
| 3       | 7    | Andrey Yepishin           | Rússia                   | 6.60 SB | Q     | 0.103           |
| 3       | 5    | Yhann Plummer             | Jamaica                  | 6.65 PB |       | 0.166           |
| 3       | 2    | Marius Broening           | Alemanha                 | 6.67    |       | 0.137           |
| 3       | 4    | Ángel David Rodríguez     | Espanha                  | 6.70    |       | 0.176           |
| 3       | 8    | Maarten Heisen            | Países Baixos            | 6.71    |       | 0.157           |
| 3       | 1    | Dmytro Hlushchenko        | Ucrânia                  | 6.72    |       | 0.239           |
| 3       | 3    | Brendan Christian         | Antígua e Barbuda        | 6.72    |       | 0.180           |

### Final
| Colocação        | Raia | Atleta            | Nacionalidade         | Tempo   | Tempo de reação |
| ---------------- | ---- | ----------------- | --------------------- | ------- | --------------- |
| Medalha de ouro  | 6    | Olusoji Fasuba    | Nigéria               | 6.51 WL | 0.149           |
| Medalha de prata | 2    | Kim Collins       | São Cristóvão e Neves | 6.54 SB | 0.130           |
| Medalha de prata | 3    | Dwain Chambers    | Reino Unido           | 6.54 PB | 0.148           |
| 4                | 5    | Michael Rodgers   | Estados Unidos        | 6.57    | 0.154           |
| 5                | 4    | Vicente de Lima   | Brasil                | 6.60    | 0.149           |
| 6                | 8    | Isaac Uche        | Nigéria               | 6.63    | 0.133           |
| 7                | 1    | Simeon Williamson | Reino Unido           | 6.63    | 0.160           |
| 8                | 7    | Andrey Yepishin   | Rússia                | 6.70    | 0.162           |

Legenda
| Recorde mundial       | Recorde mundial (World record)               |                       | Recorde africano                      | Recorde africano (African) |                                           | Q | Classificado por posição (Qualified) |
| Recorde do campeonato | Recorde do campeonato (Championship record)  | Recorde da América    | Recorde da América (Americas)         | q                          | Classificado por melhor tempo (Qualified) |   |                                      |
| Melhor marca do ano   | Melhor marca do ano (World leading)          | Recorde asiático      | Recorde asiático (Asian)              | DNS                        | Não largou (Did not start)                |   |                                      |
| Recorde nacional      | Recorde nacional (National record)           | Recorde europeu       | Recorde europeu (European)            | DNF                        | Não terminou (Did not finish)             |   |                                      |
| Recorde pessoal       | Recorde pessoal do atleta (Personal best)    | Recorde da Oceania    | Recorde da Oceania (Oceania)          | DSQ / DQ                   | Desclassificado (Disqualified)            |   |                                      |
| Recorde da temporada  | Recorde da temporada do atleta (Season best) | Recorde sul-americano | Recorde sul-americano (South America) | NM                         | Sem marca (No mark)                       |   |                                      |